# Sleepy Hollow (tv-serie)
 Denne artikel omhandler Tv-serien Sleepy Hollow. Opslagsordet har også en anden betydning, se Sleepy Hollow.
Sleepy Hollow er en amerikansk overnaturlig / politi drama tv-serie. Serien er skabt af Alex Kurtzman, Roberto Orci, Phillip Iscove og Len Wiseman. Serien betragtes som en "moderne genfortælling" af novellen "The Legend of Sleepy Hollow" fra 1820 skrevet af Washington Irving
Den 3. oktober 2013 fornyer Fox Sleepy Hollow for anden sæson, som er sat til premiere den 22. september 2014 og vil indeholde 18 episoder.

## Rolleliste

### Hovedpersoner
- Tom Mison som Ichabod Crane.
- Nicole Beharie som Lt. Grace Abigail "Abbie" Mills
- Orlando Jones som Captain Frank Irving
- Katia Winter som Katrina Crane.

## Serie oversigt
| Sæson | Sæson | Episoder | Oprindeligt sendt  | Oprindeligt sendt | DVD og Blu-ray Disc udgivelsesdato | DVD og Blu-ray Disc udgivelsesdato | DVD og Blu-ray Disc udgivelsesdato |
| Sæson | Sæson | Episoder | Sæson premiere     | Sæsonfinale       | Region 1                           | Region 2                           | Region 4                           |
| ----- | ----- | -------- | ------------------ | ----------------- | ---------------------------------- | ---------------------------------- | ---------------------------------- |
|       | 1     | 13       | 16. september 2013 | 20. januar 2014   | TBA                                | TBA                                | 17. september 2014                 |
|       | 2     | 18       | 22. september 2014 | TBA               | TBA                                | TBA                                | TBA                                |